# Xã Laketown, Quận Carver, Minnesota
Xã Laketown (tiếng Anh: Laketown Township) là một xã thuộc quận Carver, tiểu bang Minnesota, Hoa Kỳ. Năm 2010, dân số của xã này là 2.243 người.